# Iviella ohioensis
Iviella ohioensis är en spindelart som först beskrevs av Chamberlin och Ivie 1935.  Iviella ohioensis ingår i släktet Iviella och familjen kardarspindlar. Inga underarter finns listade i Catalogue of Life.